# Banca Intesa Beograd
Banca Intesa ad Beograd est une banque serbe qui a son siège social à Belgrade, la capitale de la Serbie.

## Histoire
La banque est devenue membre du groupe italien Banca Intesa en 2005.

## Activités
Banca intesa Beograd est une banque commerciale qui propose des services bancaires aussi bien aux entreprises qu'aux particuliers. Elle propose des comptes courants, des chéquiers et des cartes de crédit, des prêts, des produits d'épargne, un service de banque électronique ; elle pratique le change et offre également des services de paiements internationaux. Elle travaille également avec les petits entrepreneurs, avec le monde agricole, avec les moyennes ou grandes entreprises et avec les collectivités territoriales.

## Capital
Le capital de Banca intesa Beograd est détenu à hauteur de 90 % par le groupe italien Intesa Sanpaolo Holding International S.A. et à hauteur de 15,21 % par Intesa Sanpaolo S.p.A..